# Konrad Kaletsch

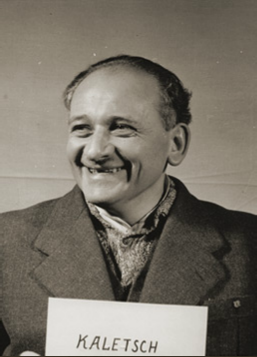
Konrad Kaletsch

Konrad Kaletsch (Kassel, 18 de diciembre de 1898-18 de septiembre de 1978) fue un empresario alemán. En 1937 se incorporó a las filas del NSDAP, llegando a ser Gerente General y más tarde, director del grupo de finanzas de Friedrich Flick. Durante su etapa en el partido nazi, fue el encargado de la distribución de las donaciones a la Schutzstaffel (SS). Al terminar la Segunda Guerra Mundial, Kaletsch fue juzgado el 22 de diciembre de 1947 en el llamado Juicio de Flick, donde quedó absuelto de cargos. 
Posteriormente, fue miembro del consejo de administración de Daimler-Benz, Dynamit Nobel y Süd-Chemie entre otras empresas. Años más tarde, Konrad Kaletsch fue condecorado con la Gran Cruz al Mérito de la República Federal de Alemania.
A medianos de los años 60, Konrad Kaletsch apareció en una lista de los principales expertos en armas militares y líderes empresariales del régimen de Adolf Hitler en el Libro Marrón.